# The Circus
The Circus is een stomme film uit 1928 onder regie van Charlie Chaplin. De film leverde Chaplin een Academy Award op. Er kan echter tegenwoordig gediscussieerd worden over het feit of het wel een Oscar is, aangezien de prijs in die tijd nog niet werd aangeduid als Academy Award en Chaplin verder ook niet voor een categorie genomineerd werd.
De film kende destijds een moeizame productie. Chaplin bevond zich rond die periode in een scheiding met zijn tweede vrouw Lita Grey. Ze gingen niet vriendelijk uit elkaar en Grey was erop uit om Chaplins carrière te vernietigen. Hiervoor had Chaplin ook al een lastige filmperiode achter de rug. Hij kreeg te maken met een studiobrand die sets vernietigde, slecht laboratoriumwerk waardoor veel filmmateriaal onbruikbaar bleek te zijn en een circus dat met de grond gelijk werd gemaakt.
De film staat op #7 in de lijst van meest geld opbrengende films uit de geschiedenis van de stomme film. De film bracht in 1928 in totaal $3.800.000 op.

## Verhaal
Chaplin speelt een zwerver die gezocht wordt voor zakkenrollen. Zijn pogingen om aan de politie te ontsnappen blijken hilarisch voor de baas van het circus waar hij zomaar binnenvalt midden in een act. De circusbaas neemt hem om die reden aan als clown. De zwerver heeft echter moeite met grappig zijn op commando.
Ondertussen wordt hij verliefd op de dochter van de eigenaar. Hij zal moeten rivaliseren met de aantrekkelijke koordwandelaar die ook een oogje op de jongedame heeft.

## Rolverdeling
| Acteur           | Personage                     |
| ---------------- | ----------------------------- |
| Charlie Chaplin  | The Tramp                     |
| Merna Kennedy    | Dochter van de circuseigenaar |
| Al Ernest Garcia | Circuseigenaar                |
| Harry Crocker    | Rex, de koordwandelaar        |
| George Davis     | Magiër                        |
| Henry Bergman    | Oude clown                    |

## Trivia
- In de film komt een vrouw voor die een mobiele telefoon lijkt te hanteren. In eerste instantie werd gesproken over een 'tijdreizigster', omdat zoiets in die tijd nog niet bestond. Later bleek het om een van de eerste modellen hoorapparaten te gaan.